# Lophostola dummeri
Lophostola dummeri är en fjärilsart som beskrevs av Louis Beethoven Prout 1930. Lophostola dummeri ingår i släktet Lophostola och familjen mätare. Inga underarter finns listade i Catalogue of Life.